# Kilkis (unità periferica)
L'unità periferica di Kilkis (in greco Περιφερειακή ενότητα Κιλκίς?) è una delle sette unità periferiche in cui è divisa la periferia della Macedonia Centrale. Il capoluogo è la città di Kilkis.
Confina con la Macedonia del Nord a nord (comune di Gevgelija), nonché con le unità periferiche di Serres ad est, Salonicco a sud e Pella ad ovest.

## Prefettura
Kilkis era una prefettura della Grecia, abolita a partire dal 1º gennaio 2011 a seguito dell'entrata in vigore della riforma amministrativa detta Programma Callicrate
La riforma amministrativa ha anche modificato la struttura dei comuni che ora si presenta come nella seguente tabella:
| Nuovo comune | Vecchio comune | Sede       |
| ------------ | -------------- | ---------- |
| Kilkis       | Kilkis         | Kilkis     |
| Kilkis       | Gallikos       | Kilkis     |
| Kilkis       | Doirani        | Kilkis     |
| Kilkis       | Kroussa        | Kilkis     |
| Kilkis       | Mouries        | Kilkis     |
| Kilkis       | Pikrolimni     | Kilkis     |
| Kilkis       | Cherso         | Kilkis     |
| Paionia      | Axioupoli      | Polykastro |
| Paionia      | Goumenissa     | Polykastro |
| Paionia      | Evropos        | Polykastro |
| Paionia      | Livadia        | Polykastro |
| Paionia      | Polykastro     | Polykastro |

## Precedente suddivisione amministrativa
Dal 1997, con l'attuazione della riforma Kapodistrias, la prefettura di Kilkis era suddivisa in undici comuni e una comunità.
| comuni     | codice YPES | capoluogo (se diverso) | codice postale | prefisso tel.   |
| ---------- | ----------- | ---------------------- | -------------- | --------------- |
| Axioupoli  | 2801        |                        | 614 00         | 23830-3         |
| Cherso     | 2812        |                        | 610 02         | 23410-5         |
| Doirani    | 2804        |                        | 610 03         | 23410-9         |
| Evropos    | 2805        |                        | 610 02         | 23430-6         |
| Gallikos   | 2802        | Kampani                | 611 00         | 23430-42        |
| Goumenissa | 2803        |                        | 613 00         | 23430-4         |
| Kilkis     | 2806        |                        | 611 00         | da 23410-2 a -7 |
| Kroussa    | 2807        | Terpylos               | 611 00         | 23410-4         |
| Mouries    | 2809        | Stathmos Mourion       | 610 03         | 23410-31        |
| Pikrolimni | 2810        | Mikrokampos            | 570 01         | 23431-9         |
| Polykastro | 2811        |                        | 612 00         | 23430-2         |
| comunità   | codice YPES | capoluogo (se diverso) | codice postale | prefisso tel.   |
| Livadia    | 2808        |                        | 614 00         | 23430-3         |